# Favardmått
Ett Favardmått eller integralgeometriskt mått är inom matematik ett mått som är viktigt för rektifierbara mängder. Favardmåttet är namngett efter den franska matematikern Jean Favard som uppfann det.

## Formell definition
Favardmåttet är definierat med hjälp av Carathéodorys konstruktion. Man konstruerar det så att alla Borelmängder är testmängder och testmåttet är en speciell integral definierad med hjälp av Grassmannmåttet.
Mer precist, om {\displaystyle n\in \mathbb {N} }, {\displaystyle 0<m<n\,}, {\displaystyle t\in [0,\infty ]\,} och för {\displaystyle F\in {\mbox{Bor}}\,\mathbb {R} ^{n}}
{\displaystyle \zeta _{t}^{m}(F):=\left\{{\begin{matrix}\left(\int _{G(n,m)}{\mathcal {H}}^{m}(P_{V}F)^{t}\,d\gamma _{n,m}(V)\right)^{1/t},&{\mbox{ om }}1\leq t<\infty \\{\mbox{ess sup}}\{{\mathcal {H}}^{m}(P_{V}F):V\in G(n,m)\},&{\mbox{ om }}t=\infty ,\end{matrix}}\right.}
där 
- mängden {\displaystyle G(n,m)\,} är Grassmannmångfalden,

- måttet {\displaystyle \gamma _{n,m}\,} är Grassmannmåttet,

- integralen {\displaystyle \int _{G(n,m)}d\gamma _{n,m}\,} är måttintegralen med avseende på Grassmannmåttet {\displaystyle \gamma _{n,m},\,}

- funktionen {\displaystyle P_{V}\,} är ortogonal projektionen på delrummet {\displaystyle V\in G(n,m)\,} och

- operatorn {\displaystyle \operatorname {ess} \sup } är väsentligt supremum med avseende på Grassmannmåttet {\displaystyle \gamma _{n,m}\,}.

Då är yttre måttet {\displaystyle {\mathcal {I}}_{t}^{m}:{\mathcal {P}}(X)\rightarrow [0,\infty ],} definierad som:
{\displaystyle {\mathcal {I}}_{t}^{m}(A):=\sup _{\delta >0}\inf \left\{\sum _{i=1}^{\infty }\zeta _{t}^{m}(F_{i}):A\subset \bigcup _{i=1}^{\infty }F_{i},\ d(F_{i})\leq \delta ,\ F_{i}\in {\mbox{Bor}}\,\mathbb {R} ^{n},\ i\in \mathbb {N} \right\},\,}
och detta är det m-dimensionella yttre Favardmåttet med konstanten {\displaystyle t\,}.

## Konstanten t = 1
Där finns en lätt formel för Favardmåttet med konstanten {\displaystyle t=1\,}. Det går att visa att
{\displaystyle {\mathcal {I}}_{1}^{m}(A)=\int _{G(n,m)}\int _{V}{\mathcal {H}}^{0}(A\cap P_{V}^{-1}\{v\})\,d{\mathcal {H}}^{m}(v)\,d\gamma _{n,m}(V),}
där
- måttet {\displaystyle {\mathcal {H}}^{0}} är det nolldimensionella Hausdorffmåttet, dvs räknemåttet, och

- mängden

{\displaystyle P_{V}^{-1}\{v\}:=\{x\in \mathbb {R} ^{n}:P_{V}(x)=v\}\,}
för {\displaystyle v\in V\in G(m,n).\,}

### Rektiefierbara mängder
När konstanten t = 1 finns en intuitiv förklaring för namnet integralgeometriskt:  låt {\displaystyle \Gamma \subset \mathbb {R} ^{2}} vara en rektifierbar kurva. 
För en linje {\displaystyle L\,} räkna (med räknemåttet) alla punkter i snittmängden {\displaystyle L\cap \Gamma \,} och integrera ({\displaystyle d\gamma _{2,1}}) detta talet över alla linjer {\displaystyle L\subset \mathbb {R} ^{2}}. Detta talet (Favardmåttet) är längden för kurvan {\displaystyle \Gamma \,}. 
Generellt, för {\displaystyle {\mathcal {I}}_{1}^{m}} med {\displaystyle m>1\,} kan man sluta sig till samma utgång.

## Egenskaper
Favardmåttets egenskaper är inte väl känt. Det går att visa att
{\displaystyle {\mathcal {I}}_{1}^{1}\neq {\mathcal {I}}_{t}^{1}\,}
när {\displaystyle t>1\,} men man vet inte för vilka {\displaystyle m>1} det gäller att:
{\displaystyle {\mathcal {I}}_{1}^{m}\neq {\mathcal {I}}_{t}^{m}.\,}
Dessutom man vet inte om det finns en konstant {\displaystyle c(t)\in \mathbb {R} } så att
{\displaystyle {\mathcal {I}}_{t}^{m}=c(t){\mathcal {I}}_{\infty }^{m}\,}
för alla {\displaystyle 1<t<\infty \,}.